# Pfarrkirche Hof am Leithaberge

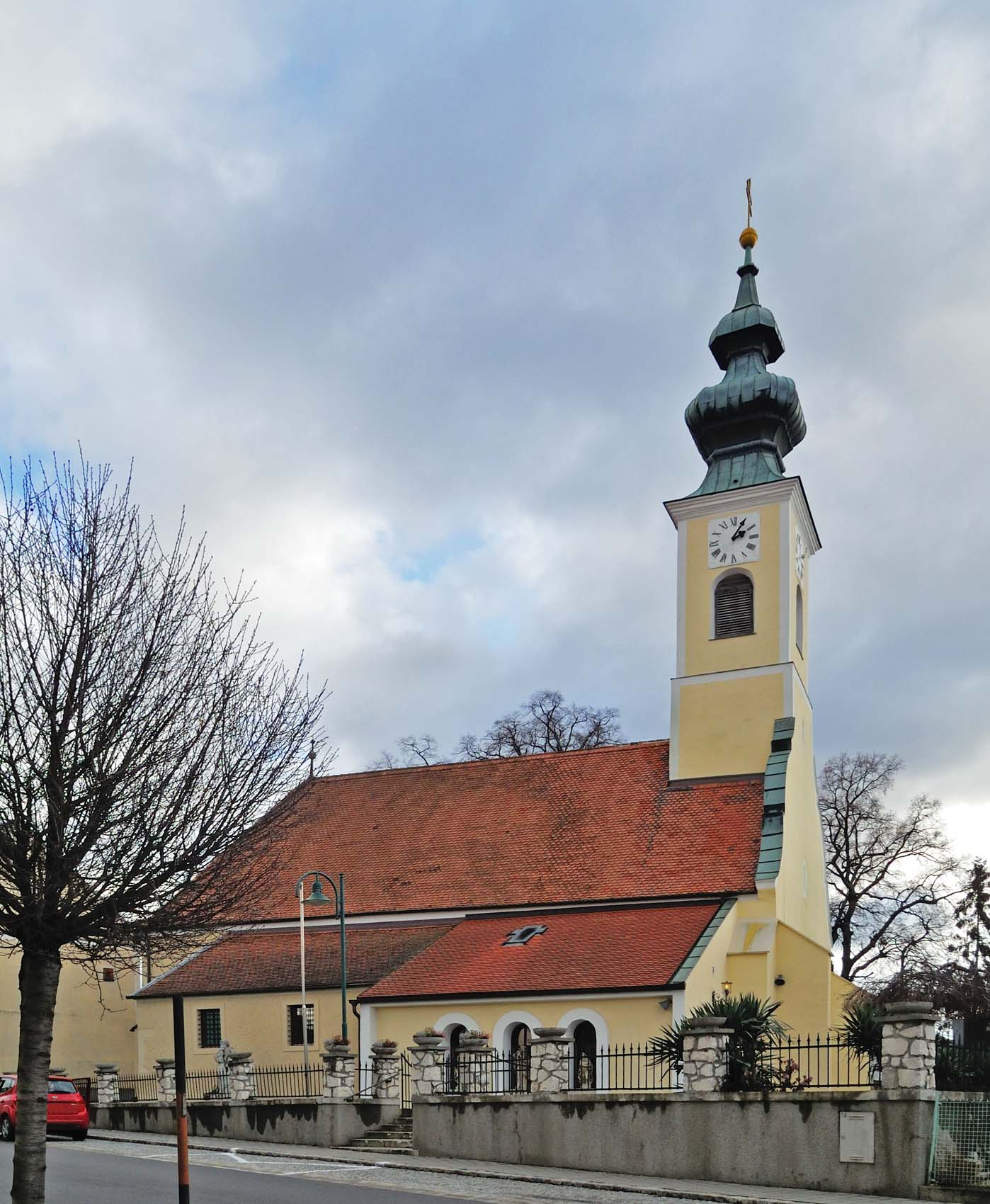
Katholische Pfarrkirche hl. Michael in Hof am Leithaberge

Die Pfarrkirche Hof am Leithaberge steht in der Marktgemeinde Hof am Leithaberge im Bezirk Bruck an der Leitha in Niederösterreich. Die dem Patrozinium hl. Michael unterstellte römisch-katholische Pfarrkirche gehört zum Dekanat Weigelsdorf im Vikariat Unter dem Wienerwald der Erzdiözese Wien. Die Kirche steht unter Denkmalschutz (Listeneintrag).

## Geschichte
1443 wurde eine Pfarre genannt. 1934 wurden südlich der Kirche Reste eines Karners und zahlreiche Gebeine ergraben. Die Kirche wurde 1979 und 1995 renoviert.

## Architektur
Das im Kern romanische Nordschiff und wohl gotische Südschiff wurde im Ende des 17. Jahrhunderts durch gegenseitige Öffnung der Schiffe zum zweischiffigen barocken Einstützenraum erweitert und 1995 erneuert. Die frühgotischen zwei Chöre und der mittig eingestellte gotische Westturm entstanden um 1300.
Die Westfront zeigt sich barockisiert mit mehrfach geknicktem Giebel und Rundluken mit spitzbogigen Schlitzfenstern und einem profilierten gotischen Spitzbogenportal aus dem 14. Jahrhundert. Der Turm mit ursprünglich rundbogigen gotischen Schallfenstern trägt einen Doppelzwiebelhelm.
Die Südwand des nördlichen Hauptchores zeigt in der Fensterlaibung die Wandmalerei zweier Heiligen aus der Mitte des 14. Jahrhunderts. Die Glasmalereien zeigen im Langhaus Mariä Verkündigung 1962 und Anna 1972, im nördlichen Chor Leonhard, Peter, Paul und im südlichen Chor Maria Immaculata, alle 1901.

## Ausstattung
Der Volksaltar und das Lesepult wohl aus 1995 werden von einem monumentalen Skulptursockel in Form zweier Hände getragen. Altartisch und Tabernakel vom ehemaligen barocken Hochaltar entstanden um die Mitte des 18. Jahrhunderts. Das ehemalige Altarbild hl. Michael hängt rechts an der Südwand des Chores.
Die Orgel baute Karl Neusser 1909. Eine Glocke nennt Franz Josef Scheichel 1780.